# Самарівська сільська територіальна громада
Самарівська сільська громада — територіальна громада в Ковельському районі Волинської області. Адміністративний центр — село Самари.
Площа громади — 257,2 км², населення — 5508 мешканців (2018).
Утворена 9 жовтня 2016 року шляхом об'єднання Залухівської, Межиситівської, Самари-Оріхівської та Самарівської сільських рад Ратнівського району.
17 липня 2020 року, в результаті адміністративно-територіальної реформи та ліквідації Ратнівського району, колишня територія громади повністю увійшла до складу Ковельського району.

## Населені пункти
До складу громади входять 19 сіл: Березники, Боровуха, Бродятине, Головище, Залисиця, Залухів, Занивське, Заприп'ять, Козовата, Мале Оріхове, Межисить, Під'язівні, Почапи, Самари, Самари-Оріхові, Теребовичі, Хабарище, Щитинська Воля та Язавні.

## Географія
Водойми на території, підпорядкованій громаді: озера Луки, Броно, Теребовицьке.